# Cordovilla (Galar)
Pour les articles homonymes, voir Cordovilla.
Cordovilla en espagnol ou Kordobila en basque est un village situé dans la municipalité de Galar dans la Communauté forale de Navarre, en Espagne. Il est doté du statut de concejo.
Cordovilla est situé dans la zone linguistique mixte de Navarre.